# Chmielno (Białoruś)
Chmielno (biał. Хмяльно, Chmialno) – dawna wieś na Białorusi, leżąca 8 km na południe od Głębokiego.

## Historia
Zaścianek został opisany w Słowniku geograficznym Królestwa Polskiego. Z opisu wynika, że w 1900 roku Chmielno leżało w powiecie dziśnieńskim guberni wileńskiej Imperium Rosyjskiego. Mieszkało w nim 8 dusz rewizyjnych. Należał do Wittgensteina.
W okresie międzywojennym wieś leżała w granicach II Rzeczypospolitej w gminie wiejskiej Głębokie, w powiecie dziśnieńskim, w województwie wileńskim.